# Objawy nieswoiste
Objawy nieswoiste (wieloznaczne) - objawy, które nie są przypisane na stałe danej chorobie. Występując w obrębie licznych jednostek nozologicznych nie przesądzają o rozpoznaniu choroby, ale ukierunkowują postępowanie lekarskie podczas diagnostyki i różnicowania.
Najczęstsze objawy nieswoiste to:
- osłabienie, zmęczenie, męczliwość,
- gorączka, stan podgorączkowy,
- ból,
- duszność,
- kaszel.